# Abdij Onze-Lieve-Vrouw Ten Duinen
Onze-Lieve-Vrouw Ten Duinen, kort de Duinenabdij, was een abdij aan de Belgische kust te Koksijde. De abdij sloot zich in 1138 aan bij de Orde van Cîteaux (cisterciënzers) en werd in 1796 afgeschaft, intussen te Brugge. De leuze van de abdij was Fac necessitate virtutem; 'Maak van de nood een deugd'. 

## Geschiedenis

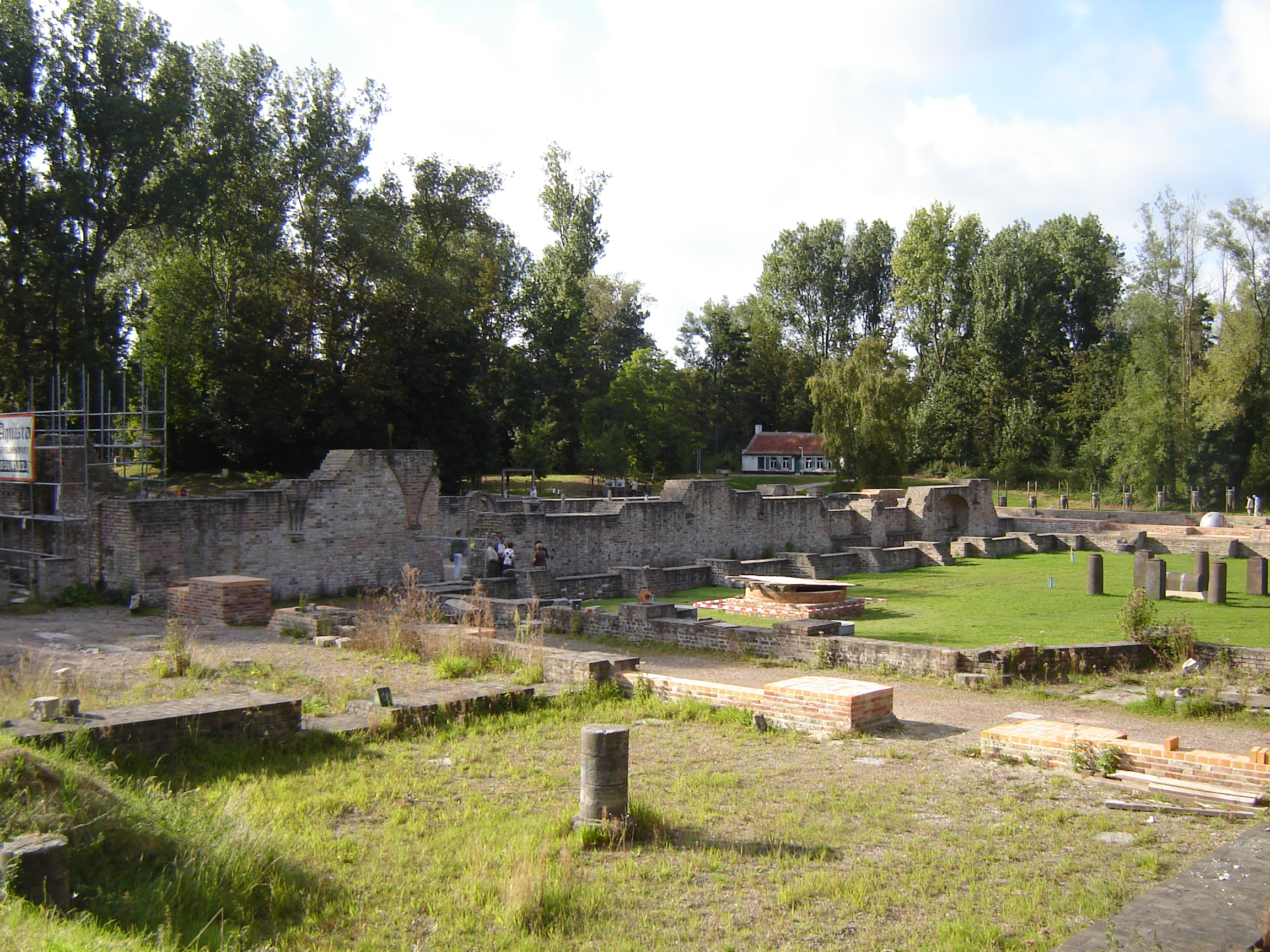
Ruïnes abdijsite

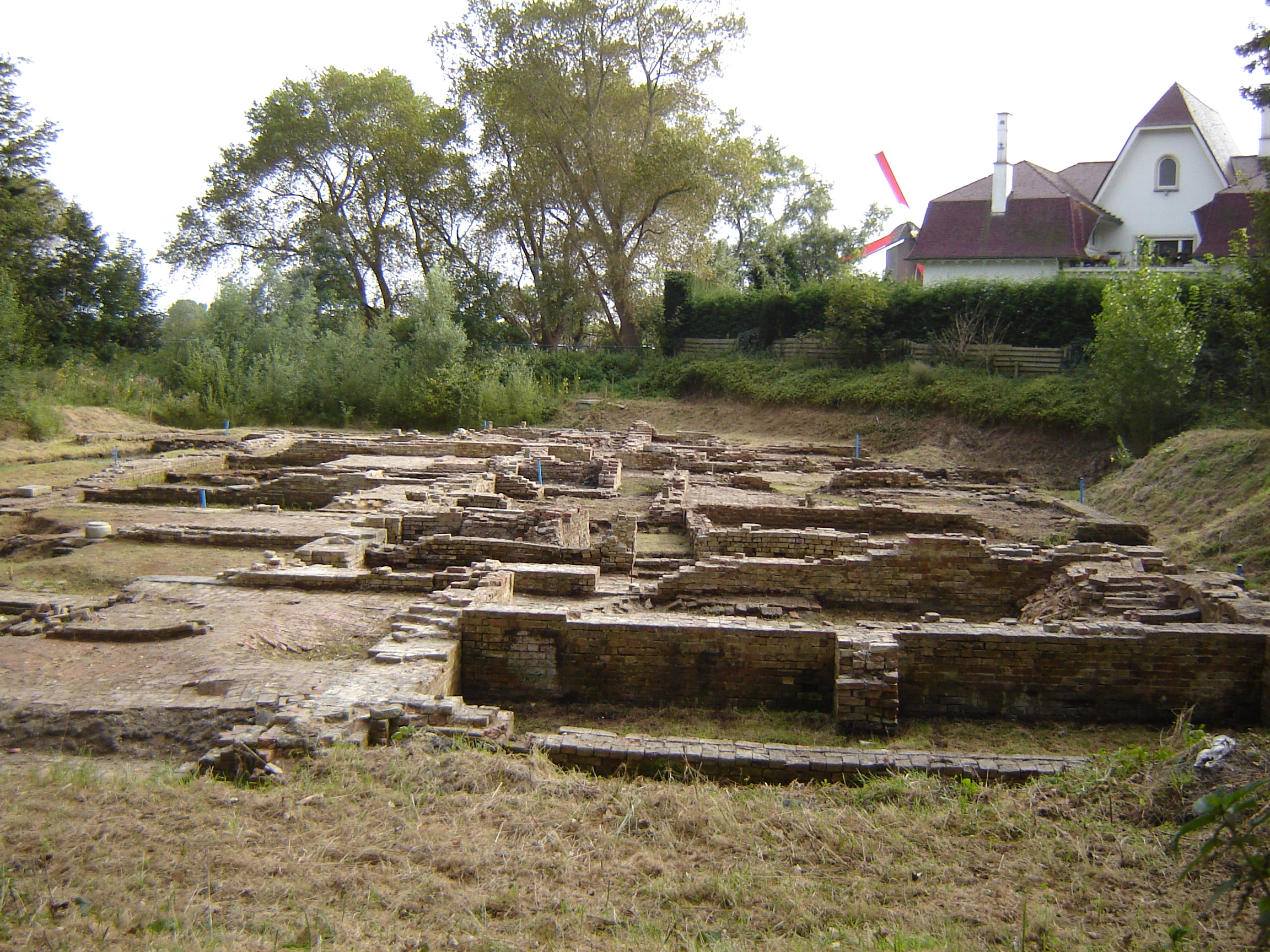
Gasterie op de abdijsite (thans weer bedekt)

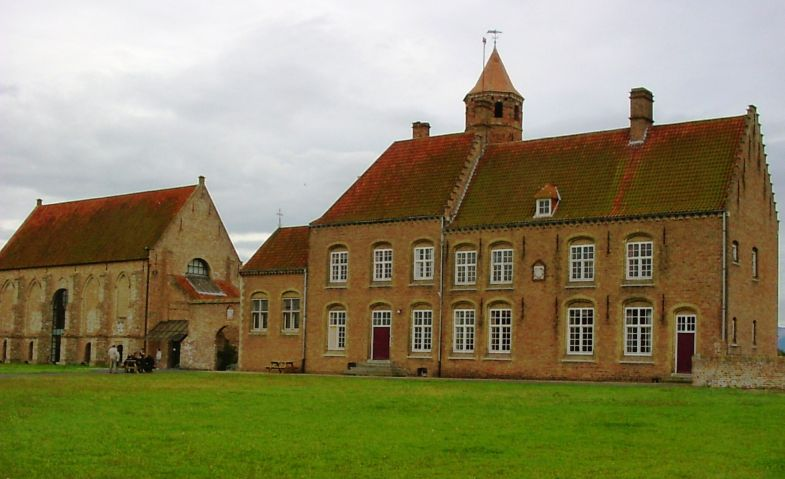
Abdijhof Ten Bogaerde (14 sep 2004)

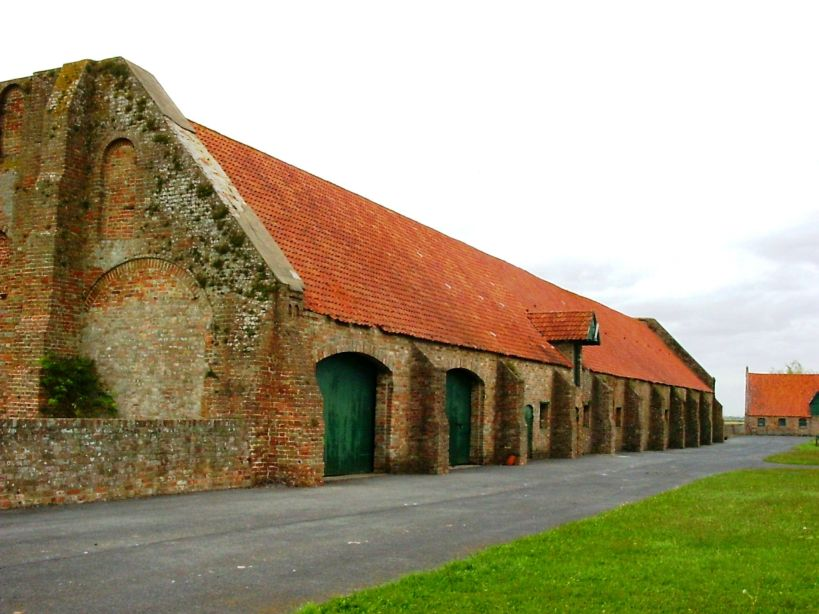
Ten Bogaerde (14 sep 2004)

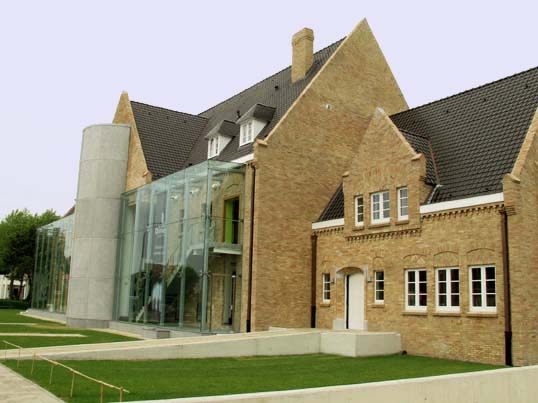
Abdijmuseum "Ten Duinen"

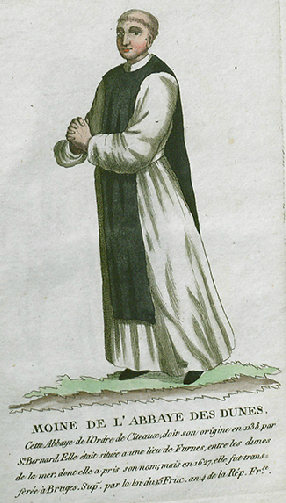
Typische klederdracht van een monnik in Ten Duinen

Omstreeks 1107 vestigde kluizenaar Ligerius zich in de duinen bij Veurne (in de 13de eeuw de parochie Koksijde). Daar groeide vanaf 1127-1128 een religieuze gemeenschap onder de leiding van  Fulco, die in 1138 de abdij onder impuls van Bernardus, abt van de Abdij van Clairvaux, aansloot bij de cisterciënzers. Eerste abt werd Robrecht van Brugge, uit Clairvaux, die er in 1153 terugkeerde om er Bernardus op te volgen.
Als derde abt en als eerste van de abdij zelf werd cantor Idesbaldus verkozen in 1155. Hij verkreeg de eerste pauselijke bevestiging van de bezittingen van de snel groeiende gemeenschap, legde de basis voor het grote uithof Synthe bij Duinkerke en legde de eerste contacten met Engeland. Onder zijn opvolgers werd in 1175 de abdij Ter Doest als enige dochterabdij ingericht en werd omstreeks 1200 de basis gelegd voor een imposant domeinbezit in Zeeland en de Vier Ambachten, met als centrum Hof te Zande nabij Hulst in het huidige Zeeuws-Vlaanderen.
De 13e eeuw wordt beschouwd als het hoogtepunt van de Duinenabdij. De gemeenschap telde omstreeks 1250 maximaal zo'n 370 leden, waarvan 1/3 koormonniken en 2/3 lekenbroeders (conversen). Het enorme kloostercomplex werd gebouwd in de baksteen, de grote 'kloostermoeffen', die de abdij zelf produceerde. Het domein werd uitgebouwd tot ca. 10.000 ha, thans gelegen in België, Frankrijk, Nederland en Engeland, met grote uithoven die door de abdij zelf beheerd werden en waar abt van Belle grote schuren zette. Het Engelse bezit werd verkocht in de vroege 14e eeuw. Abten behoorden regelmatig tot de entourage van de graven van Vlaanderen en daarna de hertogen van Bourgondië en speelden een belangrijke rol op regionaal vlak.
Intussen kreeg de abdij te maken met problemen. De bezittingen in Zeeland hadden regelmatig te lijden van overstromingen en vergden grote inspanningen om drooggelegd te worden. De aantrekkingskracht van de cisterciënzerorde taande en de grote uithoven werden stilaan in pacht gegeven en opgesplitst in kleinere landbouwuitbatingen. In het Frans-Vlaamse conflict koos de abt de kant van de Fransen, en dat leidde na de Guldensporenslag tot zijn vlucht naar Parijs en zorgde voor een breuk in de relatie tot de Vlaamse graven. Abten zoals Uppenbroeck en Maes slaagden er in het vertrouwen te herwinnen en de abdij een nieuw elan te geven.
In de eerste helft van de 15e eeuw kende de abdij economische problemen. Tot driemaal toe zouden monniken elders een tijdelijk onderkomen gezocht hebben, maar abt van der Marct voerde een economische herstelpolitiek door. Als nieuw hoogtepunt geldt het bewind van abt Crabbe, kunstliefhebber-bibliofiel en invloedrijk raadsheer. Hij bouwde de refuge te Brugge uit tot een stadspaleis.
De 16e eeuw wordt gekenmerkt door moeilijkheden op financieel-economisch gebied door de voortdurende dreiging van overstromingen van de bezittingen in Zeeland en de Vier Ambachten. Toch hielden diverse abten er een luxueuze levensstijl op na. De religieuze troebelen zouden de doodsteek geven voor de abdij te Koksijde. In 1566 hield de Beeldenstorm lelijk huis in de abdij, wat leidde tot vernielingen van kunstwerken en het verlies van een groot deel van de unieke bibliotheek. Vanaf 1578 raakte de regio steeds meer onder de invloed van het calvinisme van Gent, werden troepen gelegerd in de abdij die deels afgebroken en te gelde gemaakt werd, werden de goederen aangeslagen en moesten de Duinheren vluchten naar Brugge en later naar onder meer Douai.
Na de herovering van Vlaanderen voor het katholiek-Spaanse gezag vestigden de monniken zich in Brugge, om zich ca. 1590 in de refuge te Nieuwpoort te vestigen. Met Pasen 1596 betrokken ze een vroeger uithof, de abdijhoeve Ten Bogaerde in Veurne (thans Koksijde), waar ze een nieuwe abdij uitbouwden. Invallen van Staatsen bezorgden de grote hoeven veel overlast en vernielingen. Op Ten Bogaerde werd in 1593 de grote schuur in brand gestoken.
De Duinheren organiseerden nu zelf de systematische afbraak van de oude abdijsite, die bedekt werd door oprukkend duinzand en voor de resterende gemeenschap veel te groot geworden was, om middelen te genereren voor de nieuwe abdij. Daarbij werd in 1623 een loden kist bovengehaald, waarin men de goed bewaarde resten van Idesbaldus herkende. Er kwamen mirakelen en een devotie, die tot vandaag stand houdt.
In 1624 slaagde abt Campmans er in de wegkwijnende abdij Ter Doest te bekomen van het bisdom Brugge. Dat behelsde ook de bezittingen, zoals het archief en de handschriften, de hoeven en domeinen, maar ook de refuge te Brugge. Daar vestigde de Duinenabdij zich in 1627 en bouwde ze aan de Potterierei te Brugge een nieuw complex (nu het Grootseminarie van Brugge).
Op Ten Bogaerde bleef een vertegenwoordiging aanwezig, soms om het eigen beheer op te nemen. De hoeve vormde de residentie van de ontvanger van het Westkwartier, waaronder de bezittingen in de Westhoek sorteerden. Vanaf 1646 kregen die veel te lijden door de voortdurende Frans-Spaanse oorlogen, die de regio Frans maakten. Onder Lodewijk XIV leidde dit tot een scheuring, toen de Zonnekoning in 1678 ontvanger Arnold Terrasse tot abt aanstelde en de verhuis naar Brugge betwistte. In 1683 slaagde abt Collé er in zijn gezag te herstellen.
De 18e eeuw vormde een periode van bloei en herstel. Diverse hoeven werden flink verbouwd en de abdijkerk te Brugge werd eindelijk afgewerkt. De Franse Revolutie leidde evenwel tot invallen van Franse Republikeinen, de afschaffing van de abdij en de nationalisatie van de abdijgoederen (1796) die openbaar verkocht werden. De vroegere Duinheren slaagden er slechts gedeeltelijk in dit terug te verwerven. In 1819 richtten ze bovenop de kapittelzaal van de oude abdijsite te Koksijde een kapel op, waar nog steeds Idesbald vereerd wordt. Door elkaar bij testament te begunstigen, concentreerde het fortuin zich uiteindelijk bij de laatste gewezen monnik, Nicolaas de Roover. Bij zijn overlijden in 1833 liet hij het onroerend bezit na aan het op te richten bisdom Brugge, en de allereerste nieuwe bisschop, Boussen, wist van de nichten van de Roover de handschriften en het archief aan te kopen. De handschriften van Ter Doest en Onze-Lieve-Vrouw-Ten Duinen vormen het hart van de handschriftencollectie van het Grootseminarie te Brugge. Een tweede belangrijk deel van de collectie rust in de Stedelijke Bibliotheek 'Biekorf' te Brugge.
Volgens een tekst die wordt toegeschreven aan abt Niklaas van Belle (1232-1253), was de abdij  Ecclesia de dunis est quasi mons argenteus indeficiens si tamen a sapientibus gubernetur; 'als een onuitputtelijke berg van zilver, als ze maar door wijzen wordt bestuurd'.

## Abdijgebouwen

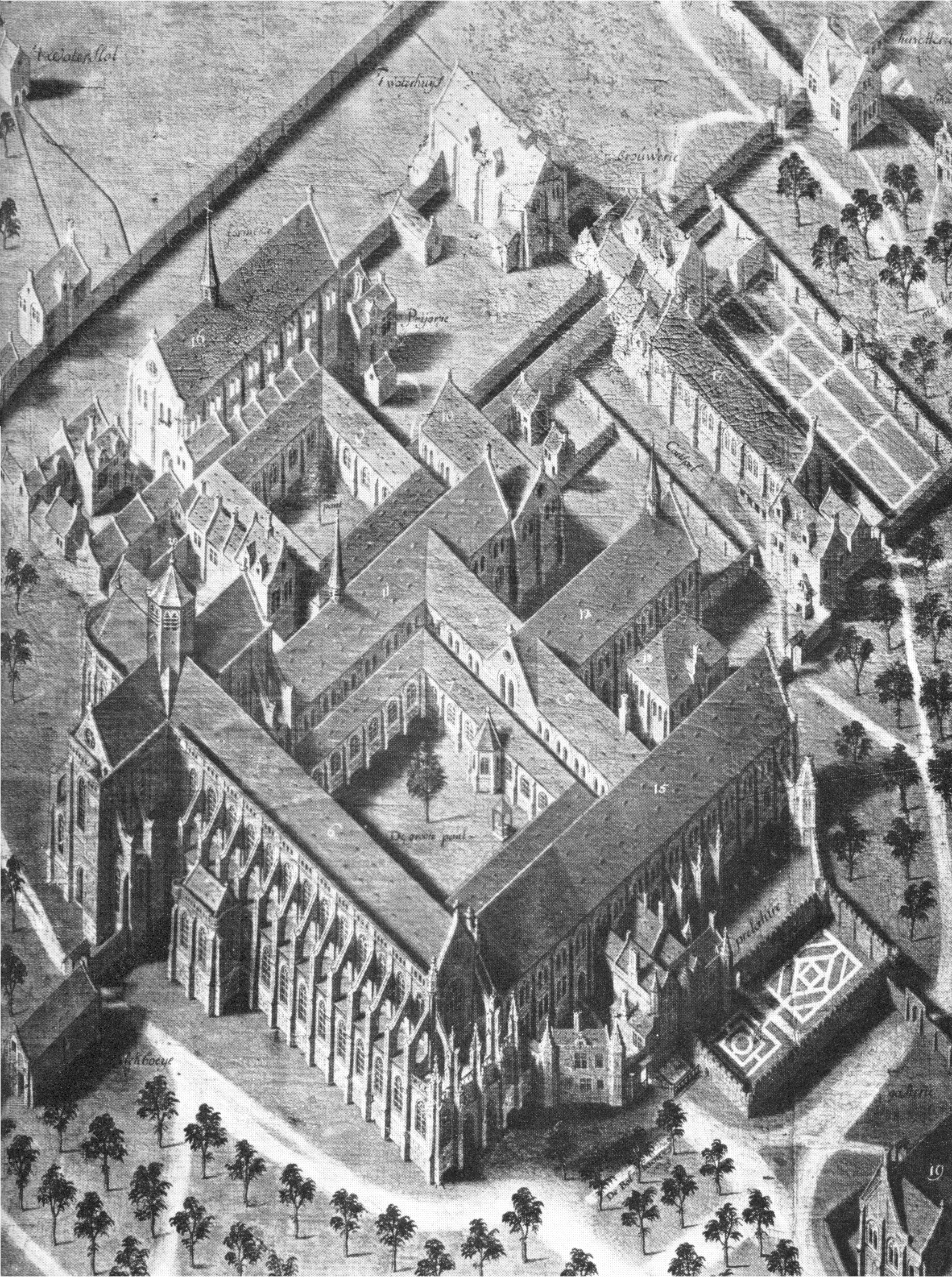
Uitsnede van het plan van de Duinenabdij (Pieter Pourbus)

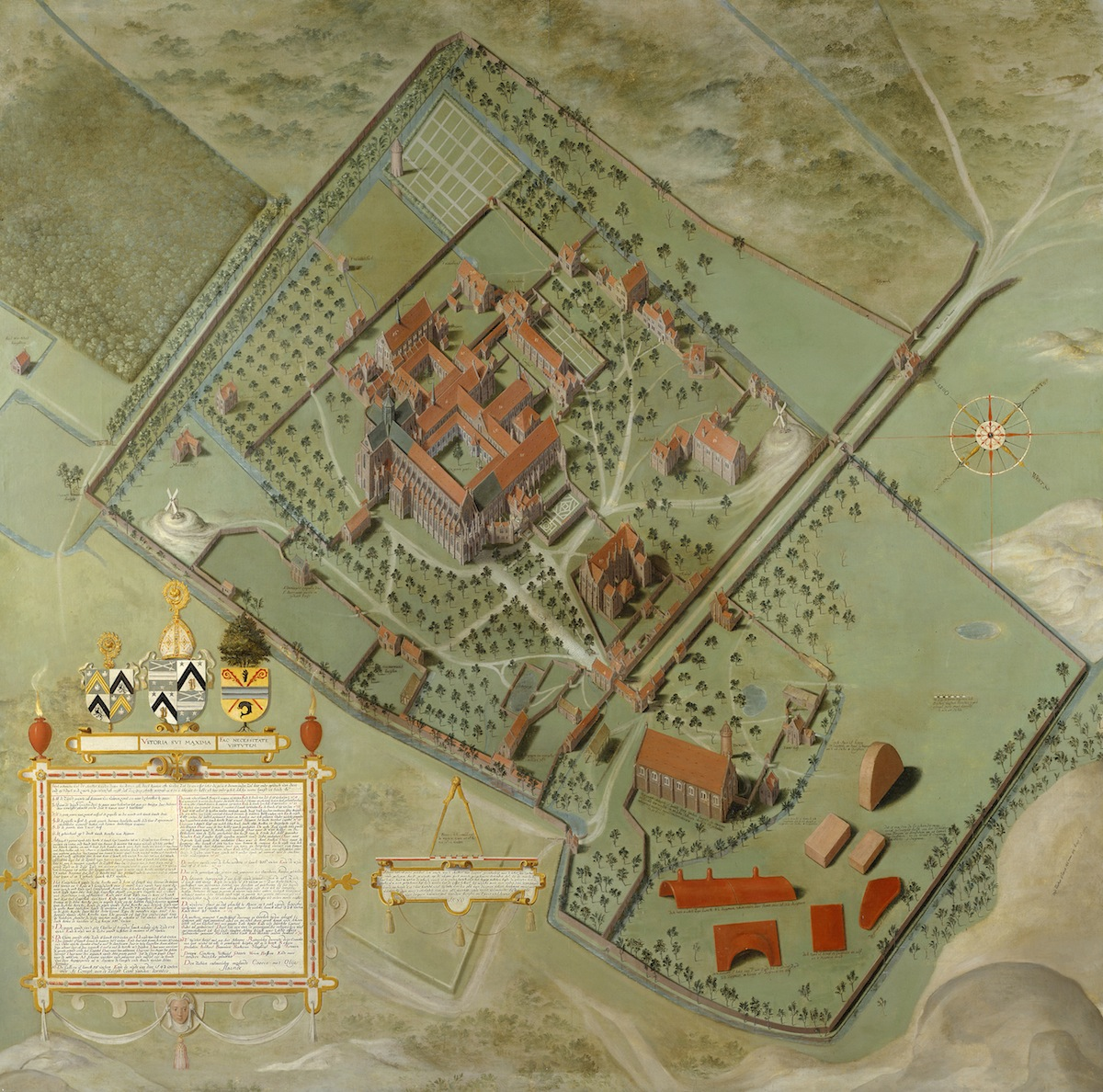
Schilderij van Pieter Pourbus van de abdij

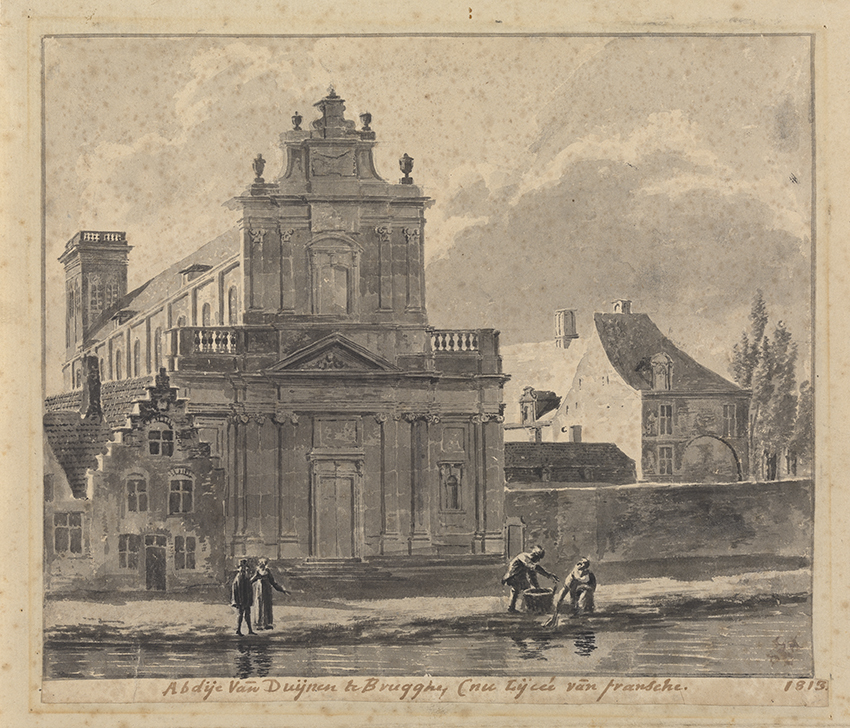
De Duinenabdij te Brugge, tekening door Séraphin Vermote, 1813

Een schilderij van Pieter Pourbus uit 1580 biedt een beeld van het intussen al aangetaste abdijcomplex. Het bestond uit een groot neerhof (al belaagd door het zand) en de eigenlijke abdij, met:
- een poortgebouw en een omheiningsmuur
- een imposante kerk, een van de grootste van de cisterciënzerorde
- een groot kloosterpand met eromheen de monnikenvleugel met kapittelzaal (oost), een lekenbroedersvleugel met de stapelruimte (kelder) (west), en refter en keuken in het zuiden
- een kleiner pand, een infirmerie, bibliotheek, allerlei nutsgebouwen voor werklui, een waterhuis, een brouwerij...
- een gasthuis (gasterie) met wellicht eigen keuken, refter en slaapzaal
- twee windmolens en een rosmolen

Buiten de abdijterreinen beschikte de abdij over tientallen uithoven en pachthoeven, waaronder Ten Bogaerde, refugehuizen, pachtgronden, een eigen handelsvloot.
Op Ten Bogaerde herinneren de Grote Schuur en de toegangspoort aan het middeleeuwse uithof, het abtsgebouw en de Kerkschuur (voormalige kerk, daarna o.m. schuur) aan de 17de-eeuwse abdijvestiging, en de varkensstallen (oorspronkelijk schaapsstallen) aan de 18de-eeuwse uitbating als abdijhoeve.

## Museum en site
Het abdijmuseum Ten Duinen heeft de geschiedenis van de cisterciënzers in de Lage Landen als thema met speciale aandacht voor de Duinenabdij. De abdijsite is een archeologische site en kan bezocht worden. In 2002 werden tien graven in de oostelijke pandgang ontdekt.
Op een oude molenwal werd opnieuw een molen gezet: de Zuid-Abdijmolen.

## Abten
Te Koksijde in de Duinenabdij
- Voor 1139: Fulco (abt)
- 1139-1153: Robrecht van Brugge († Clairvaux, 1157)
- 1153-1155: Albero uit de Champagnestreek († Clairvaux, 1161)
- 1155-1167: Idesbaldus
- 1167/1168-1179: Walter I van Dikkebus
- 1179-1185: Haket, kwam over van Abdij Ter Doest
- 1185-1189: Walter II van Dikkebus
- 1189-1203: Elias van Koksijde
- 1203-1215: Petrus I
- 1215-1221: Amelius
- 1221-1226: Gillis van Stene
- 1226-1232/1233: Salomon van Gent
- 1232/1233-1253: Niklaas van Belle
- 1253-1259: Lambrecht van Kemmel
- 1259-1267?: Theoderik van Brabant († na 1275?)
- 1267?-1276: Thomas I van Gent
- 1276-1279: Willem I Cucht uit Zeeland
- 1279-1297: Jan I van Oostburg
- 1297-1301/1302: Jacobus van Biervliet († 1306)
- 1301/1302-1305: Thomas II de Sittere van Aardenburg
- 1305-1317/1318: Willem II van Hulst († 1324)
- 1317/1318-1354: Lambrecht II Uppenbroeck uit Westouter
- 1355-1376: Walter III Bredereep (Walter Stryck) uit Kaprijke
- 1376-1406: Jan II Maes (“ Joannes Thomae/Thome”) uit Bassevelde
- 1406-1418: Thomas III Corenbytere uit Kaprijke
- 1418-1442: Petrus II van der Marct (de Foro) uit Hontenisse
- 1442-1457: Everard van Overtvelt uit Brugge
- 1457-1488: Jan III Crabbe uit Hulst
- 1488-1492: Petrus III Vaillant uit Brugge
- 1492-1495: Joost I de Wevere uit Brugge
- 1495-1509: Christiaan de Hondt uit Brugge
- 1509-1515: Jan IV Teerlinck uit Gent
- 1515-1519: Petrus IV van Onderbergen uit Gent
- 1519-1557: Robrecht II de Clercq uit Atrecht
- 1557-1566: Antoon Wydoit uit Sint-Omaars
- 1566-1568: Pieter V Hellynck uit Axel
- 1568-1579: Robrecht III Holman uit Sluis

Te Koksijde in de Duinenabdij, te Brugge, te Nieuwpoort en in Ten Bogaerde
- 1579/1583-1606: Laurentius van den Berghe uit Ingelmunster (†1611)

Te Koksijde in Ten Bogaerde
- 1606-1610: André Duchesne uit Aat
- 1610-1623: Adriaan Cancellier uit Duinkerke

Te Koksijde in Ten Bogaerde en te Brugge
- 1623-1642: Bernard Campmans uit Dowaai

Te Brugge in het latere Grootseminarie van Brugge
- 1645-1648: Josse II du Corron uit Aat
- 1649-1653: Bernard Bottyn uit Brugge
- 1654-1666: Gerard de Baere uit Laarne
- 1667-1678: Michel Bultynck uit Tielt
- 1678-1680: Eugeen van de Velde uit Brugge
- 1680-1698: Martin Collé uit Ieper
- 1699-1723: Lucas de Vriese uit Ieper
- 1725-1729: Benedictus van Steenberghe uit Gent
- 1729-1734: Bernard van Thienen uit Brugge
- 1734-1744: Antoon II de Blende uit Brugge
- 1744-1748: Lodewijk de Coninck uit Gent
- 1748-1792: Robrecht IV van Severen uit Brugge
- 1792-1796: Maurus de Mol uit Gent (†1799)